# جونتينث
جونتينث (لفظ منحوت من June وnineteenth; يعرف أيضاً باسم يوم الحرية, يوم اليوبيل, يوم التحرير, ويوم التحرّر) هو عطلة يُحتفل بها بتحرّر أولئك الذين كانوا عبيداً في الولايات المتحدة. نشأت هذه الاحتفالية في تكساس، ويحتفى به سنوياً في 19 يونيو في معظم الولايات المتحدة، غير أن الاعتراف به يتباين من ولاية إلى أخرى. يحيي هذا اليوم على وجه الخصوص يحيي ذكرى إعلان الجنرال غوردون غرينغر من جيش الاتحاد الأوامر الفيدرالية في غالفستون، تكساس في 19 يونيو 1865، معلناً أن جميع العبيد في تكساس قد أصبحوا أحراراً.
كان إعلان تحرير العبيد الذي أصدره أبراهام لينكولن قد حظر الرق رسمياً في تكساس والولايات الأخرى خلال تمرّد قام ضد الاتحاد (الحرب الأهلية الأمريكية) قبل عامين ونصف العام تقريباً. تعتبر ولاية تكساس الأبعد عن ولايات العبيد، ما خفض تمثيلها في قوات الاتحاد بعد انتهاء الحرب الأهلية الأمريكية؛ وبالتالي، كان تنفيذ إعلان تحرير العبيد بطيئاً وغير متناسق قبل إعلان غرانغر. عن الرغم من أنه يعتقد بأن الاحتفال بجونتينث جاء بعد انتهاء العبودية في الولايات المتحدة، إلا أنه كان لا يزال قانونياً ويمارس في ولايتين من ولايات الاتحداد الحدودية وهما ديلاوير وكنتاكي، حتى 6 ديسمبر 1865، عندما تم ألغى التصديق على التعديل الثالث عشر في دستور الولايات المتحدة الأمريكية العقوبات غير الجزائية على ممارسي الرق على الصعيد الوطني.
يعود تاريخ الاحتفال إلى عام 1866، حيث شمل في البداية تجمعات مجتمعية تتمحور حول الكنيسة في تكساس. انتشر الاحتفال عبر جنوب الولايات المتحدة وأصبح أكثر شهرةً خلال عقدي 1920 و1930. حلال حركة الحقوق المدنية في عقد 1960، طغى على الاحتفال النضال من أجل الحقوق المدنية ما بعد الحرب، ولكن ازدادت شعبيته مرة أخرى في السبعينيات مع التركيز على حرية الإمريكيين الأفارقة. بحلول القرن الواحد والعشرين، أصبحت معظم المدن الكبرى في جميع أنحاء الولايات المتحدة تحتفل بيوم جونتينث. يخرج النشطاء في حملات موجّهة للكونغرس الأمريكي للاعتراف بهذا اليوم كيوم عطلة وطنية. لا تعترف ولايات هاواي وداكوتا الشمالية وداكوتا الجنوبية بيوم جونتينث. من بين الولايات الـ47 التي تعترف بيوم جونتينث، تعترف 4 ولايات به كعطلة رسمية مدفوعة الأجر لموظفي الولاية وهي تكساس وفرجينيا ونيويورك وبنسلفانيا.
تشمل التقاليد الاحتفالية في هذا اليوم قراءات لإعلان التحرير وغناء أغانٍ تقليدية وقراءة الأعمال التي كتبها مؤلفون أمريكيون أفارقة مثل رالف إيلسون ومايا أنجيلو. كما تشمل الاحتفالات مسابقات روديو ومعارض الشوارع وحفلات باربكيو ولم شمل الأسر وحفلات تنزّه وإعادة تمثيل التاريخ ومسابقة ملكة جمال جونتينث.

الاعتراف بيوم جونتينث كعطلة في الولايات المتحدة
اعترف به قبل عام 2000
اعترف به بين عامي 2000 و2009
اعترف به عام 2010 أو بعد ذلك